# Rob Van Eyck
Rob Van Eyck (Zichem, 26 maart 1939) is een Belgisch cineast, die als cultregisseur enige vermaardheid verwierf.
In 2001 komt zijn film The Afterman in het nieuws omdat de film volgens Van Eyck illegaal op internet wordt verspreid.
In 2007 ging Van Eyck voor Lijst Dedecker als lijstduwer de politiek in.
In 1970 was Van Eyck reeds schepen van Cultuur in zijn geboorteplaats Zichem. Ook zat hij in de periode 1977-1982 in de gemeenteraad van de gefuseerde gemeente Scherpenheuvel-Zichem.

## Filmografie
- Ontbijt voor twee (1972)
- Mirliton (1976)
- De Terugtocht (1981)
- De Aardwolf (1984)
- The Afterman (1985)[4]
- Blue Belgium (1999)[5]
- Afterman 2 (2005)
- Afterman 3 (2013)